# Kaiser Wilhelm der Grosse
SS Kaiser Wilhelm der Grosse (tysk: Kaiser Wilhelm der Große) var en tysk transatlantisk oceanliner opkaldt efter den tyske Kejser Wilhelm I, det første statsoverhoved i det samlede tyske kejserrige. Skibet blev bygget i Stettin for rederiet Norddeutscher Lloyd i Bremen. Hun blev taget i tjeneste i 1897 og var den første oceanliner, der havde fire skorstene. Som det første af fire søsterskibe (de øvrige var SS Kronprinz Wilhelm, SS Kaiser Wilhelm II og SS Kronprinzessin Cecilie) markerede hun begyndelsen af en ny æra i den transatlantiske trafik ved begyndelsen af det 20. århundrede.
Skibets fire skorstene blev hurtigt associeret med størrelse, styrke, hurtighed og i høj grad med luksus. Kort efter hun blev indsat i den transatlantiske tjeneste, gennemførte hun den hurtigste transatlantiske sejlads, og blev tildelt den prestigefyldte pris Blå bånd, som Storbritannien indtil da havde domineret.
I 1900 blev skibet ramt af en større brand i havnen i Hoboken ved New York City, hvilket resulterede i adskillige omkomne. I 1906 blev hun udsat for en påsejling i havnen i Cherbourg i Frankrig. Da hendes søsterskibe var blevet leveret, blev hun ombygget til alene at transportere passagerer på tredje klasse, hvorved rederiet søgte at drage fordele af det voksende marked for at transportere emmigranter fra Europa til USA.
Ved udbruddet af Første verdenskrig blev hun ombygget til en hjælpekrydser og fik til opgave at opbringe og ødelægge fjendens skibe. Hun var forholdsvis succesfuld i den rolle og fik i krigens første måned sænket flere skibe, forinden hun selv blev sænket ved Slaget ved Río de Oro i august 1914 af den britiske krydser HMS Highflyer. Hendes vrag blev lokaliseret i 1952.

## Historie

### Baggrund og skibets konstruktion
I slutningen af 1800-tallet dominerede Storbritannien den maritime handel med oceanlinere drevet af de store rederier som Cunard og White Star Line. Den tyske Kejser Wilhelm 2. nærede et stærkt ønske om at udbygge den tyske maritime tilstedeværelse og bryde den britiske dominans. Kejseren havde personligt i 1889 overværet en opvisning af de britiske handelsskibe i anledning af sin bedstemor Dronning Victorias jubilæum. Ved udstillingen konstaterede han størrelsen og styrken af de britiske skibe, særligt White Star Lines store oceanliner SS Teutonic. Kejser Wilhelm 2. var særlig fascineret af, at disse skibe hurtigt kunne ombygges til hjælpekrydsere i tilfælde af krig.
Norddeutscher Lloyd (NDL) var det ene af dengang to store tyske rederier (det andet var HAPAG), der var aktive i det profitable marked for transatlantisk transport. Ingen af disse to rederier havde vist interesse for at drive store oceanlinere. NDL havde tidligere navngivet flere af deres skibe efter medlemmer af den kejserlige familie for at indynde sig ved hoffet og blev bekendt med kejserens ønsker. Rederiet havde tætte forbindelse til værftet AG Vulcan i Stettin, og NDL bad derfor Vulcan om at bygge en ny "superliner", der skule navngives Kaiser Wilhelm der Große. Det nye skib skulle sætte nye standarder for oceanlinere. Hun var den største og længste liner på havnene, da hun blev søsat, og havde det ikke været for SS Great Eastern fra 1860 havde hun været det største liner, der nogensinde var bygget.
Skibet løb af stablen den 4. maj 1897 i overværelse af den kejserlige familie. Kejseren navngav skibet til sin farfar, Kejser Wilhelm "Den Store"'s ære. Skibet blev bygget og apteret på værftet i Bremerhaven, og kort efter søsætningen var hun klar til at blive sat i drift. Hendes jomfrurejse fandt sted i september samme år. Skibet var det første med fire skorstene, hvilket for de næste årtier kom til at stå for fremskridt, fart og sikkerhed.

### Skibets drift
Kaiser Wilhelm der Grosse stod ud på sin jomfrurejse den 19. september 1897 fra Bremerhaven til Southampton i England og herfra videre til New York. Skibet havde kapacitet til at medbringe 800 passagerer på tredje klasse, og med den massive udvandringsbølge fra Tyskland ved århundredeskiftet havde NDL sikret sig en god forretning med at fragte emmigranter til Amerika. Fra sin jomfrurejse blev hun den mest omtalte superliner i kraft af sit design, luksuriøse indretning og ikke mindst sin hurtighed. I marts 1898 modtog hun prisen Blå bånd, for at have krydset Atlanten med en gennemsnitshastighed på 22,3 knob og fik derved demonstreret den nye tyske nations industrielle og tekniske formåen. De Blå bånd tilhørte tidligere oceanlineren RMS Lucania ejet og drevet af det britiske rederi Cunard. Udviklingen blev fulgt tæt og det britiske modsvar blev afventet, men det blev en anden tysk oceanliner, der slog rekorden, da Hamburg-Amerika Linies SS Deutschland i 1900 gjorde turen over Atlanten endnu hurtigere og derved cementerede den tyske industris formåen.
NDL lod med det samme Kaiser Wilhelm der Grosse undergå en ombygning for at genvinde positionen som det hurtigste skib over Atlanten. Ved ombygningen blev der installeret trådløs telegraf på skibet; en ny teknologi, der muliggjorde afsendelse og modtagelse af telegrammer til og fra havnene. Nyskabelsen var med til yderligere at understrege skibets ry som et skib med en høj grad af sikkerhed.
For yderligere at befæste sin position som det ledende rederi lod NDL bygge yderligere tre søsterskibe til Kaiser Wilhelm der Grosse; SS Kronprinz Wilhelm (opkaldt efter Kronprins Wilhelm), SS Kaiser Wilhelm II og SS Kronprinzessin Cecilie. De Blå bånd blev holdt af SS Kaiser Wilhelm II fra 1903-07 og NDL markedsførte de fire oceandampere som "The Four Flyers" med reference til skibenes hastighed.
På trods af Kaiser Wilhelm der Großes prestige og image som særligt sikkert, var skibet udsat for en række uheld. I juni 1900 lå skibet i NDL's kaj i havnen i Hoboken i New Jersey, da en større brand på kajanlægget brød ud. Omkring 100 besætningsmedlemmer omkom, mens de prøvede at bekæmpe branden. Seks år senere, den 21. november 1906, blev hun påsejlet af den britiske postbåd RMS Orinoco i havnen i Cherbourg. Fem passagerer omkom ved ulykken og skibet fik et hul på 8 meter i skroget.
Yderligere problemer for NDL's flåde af oceanlinere opstod, da den teknologiske udvikling hurtigt gjorde damperne forældede. Britiske Cunards RMS Lusitania og søsterskibet RMS Mauretania fra 1906 var begge "The Four Flyers" overlegne på alle punkter. Da White Stars RMS Olympic blev taget i tjeneste i 1911, blev der sat nye standarder for luksus på oceanerne, og som følge heraf blev Kaiser Wilhelm der Grosse ombygget i 1913, således at hun alene skulle fragte passagerer på tredje klasse, hvilket indebar afslutningen af skibets karriere som prestigefuld oceanliner.

### Første Verdenskrig
Umiddelbart inden udbruddet af første verdenskrig ankom Kaiser Wilhelm der Große til Bremen den 28. juli 1914 efter at have sejlet med passagerer fra New York. Straks ved ankomsten påbegyndtes omdannelsen af skibet til en hjælpekrydser. Skibet var oprindeligt bygget således, at hun hurtigt kunne ombygges til militære opgaver og kunne derfor hurtigt bevæbnes. Hun blev udstyret med 6 ældre 10,5 cm kanoner og to 37 mm maskinkanoner og malet i sorte farver. Tyskland erklærede krig mod Frankrig og Tyskland den 1. august og allerede den 4. august 1914 stod skibet ud for Bremen nu som hjælpekrydser under kommando af kaptajn Max Reymann.
Kaptajn Reymann opbragte og sænkede hurtigt tre skibe; Tubal Cain, Kaipara og Nyanza, men havde dog forinden flyttet besætningsmedlemmerne og passagerer ombord på Kaiser Wilhelm der Grosse som krigsfanger. På færden længere mod syd opbragte hun yderligere to passagerskibe Galician og Arlanza. Reymann havde til hensigt at sænke begge skibe, men da han konstaterede, at de begge havde mange kvinder og børn ombord, lod han dem sejle videre. I den tidlige fase af 1. verdenskrig var holdningen, at krigen skulle udkæmpes med æren i behold. Senere i krigen ændrede holdningen sig, og skibe blev beskudt uden varsel.
Oceanlinerne var bygget til at kunne sejle hurtigt, men ikke til at økonomisere med brændstoffet, og da Kaiser Wilhelm der Grosse var nået til vestkysten ud for Afrika, var hendes lagre af kul næsten opbrugt, hvorfor hun stoppede ved Río de Oro i Villa Cisneros (tidligere Spansk Sahara) for at fylde kul i lasten. Tyske og østrigske forsyningsskibe bidrog til forsyningerne og lastningen.
Den 26. august 1914 blev der stadig lastet kul, da den britiske krydser HMS Highflyer pludselig dukkede op. Reymann fik hurtigt gjort skibet kampklart og efter at have sat krigsfangerne i land, stod han ud med Kaiser Wilhelm der Grosse for at møde den britiske krydser. Et heftigt søslag udfoldede sig, der dog kom til en ende, da Kaiser Wilhelm der Grosse løb tør for ammunition. Ifølge tysk opfattelse beordrede kaptajn Reymann herefter, at skibet skulle sænkes frem for at falde i fjendens hænder. Skibet medbragte dynamit til det formål. Ved eksplosionen opstod et stort hul i skroget, og hun kæntrede kort efter, hvorefter hun gik til bunds. Ifølge briternes opfattelse var Kaiser Wilhelm der Grosse kraftigt beskadiget af beskydningen fra HMS Highflyer, da Reymann gav ordre til mandskabet om at forlade det synkende skib. Det lykkedes Reymann at svømme i land, hvorefter han kom tilbage til Tyskland ved at tage arbejde på et neutralt skib som fyrbøder. Det meste af besætningen på skibet blev taget som krigsfanger og fragtet til Amherst Internment Camp i Nova Scotia under den resterende del af krigen.
Episoden illustrerede vanskelighederne ved at benytte oceanlinerne som hjælpekrydsere. Linerne var fremstillet med hastighed for øje, men havde et stort forbrug af kul. Den tyske kejserlige marines mest succesfulde hjælpekrydser under første verdenskrig var i stedet den langt langsommere SMS Wolf, der kun sejlede med ca. 8 knob, men som til gengæld havde en rækkevidde på 32.000 sømil. De fleste oceanlinere i tjeneste som hjælpekrydsere blev herefter benyttet som hospitalsskibe eller som troppetransportskibe.

## Karakteristik

### Interiør
Kaiser Wilhelm der Grosse var bygget til at kunne medbringe 1.506 passagerer: 206 på første klasse; 226 på anden klasse og 1.074 på tredje klasse. Hun blev bygget til en besætning på 488. Ved ombygningen i 1913 blev der plads til et mandskab på 800. Skibets interiør var holdt i nybarok og var udformet af Johann Poppe. Det var første gang, at en oceanliners indretning blev håndteret af en enkelt person, der stod for hele indretningen.
Skibet var indrettet overdådigt med statuer, spejle, gobeliner, forgyldning, kupler og flere portrætter af den kejserlige familie. Salonen på første klasse var berømmet for sine gobeliner og dets blå indretning.
Spisesalonen, der havde kapacitet til at bespise alle førsteklasse passagerer på én gang, var indrettet gennem flere dæk og havde en kuppel i toppen. Rummet havde søjler og stolene fastgjort til dækket, som var normalt for oceanlinere på den tid. Rygesalonen, hvor mændene kunne trække sig tilbage, var indrettet som en traditionel tysk kro.

### Tekniske aspekter
Kaiser Wilhelm der Grosse var 200 meter lang og målte 20 meter i bredden. Hendes vægt var 14.349 tons. Hendes dimensioner svarede til Great Eastern fra 1860, der var verdens dengang største skib. Skibets særkende var de fire skorstene. Publikum forbandt sikkerheden til søs med hvor mange skorstene skibet havde. Nogle passagerer ville ligefrem nægte at sejle med skibe med mindre end fire skorstene. I datiden var søtransport ikke så sikker som i dag, hvorfor det var vigtigt for rederierne at sikre sig, at passagererne følte sig trygge.
Skibets særkende - de fire skorstene - var strengt taget ikke nødvendigt. Hun havde alene to skakter fra dampmaskinerne i maskinrummet. Udstødningen fra disse to skakte blev delt til de fire skorstene. Dette design var årsagen til, at de fire skorstene ikke var symmetrisk fordelt, med stod to og to.
Kaiser Wilhelm der Grosse var det første civile skib, der blev udstyret med trådløs telegraf, da firmaet Marconi installerede et radioanlæg på skibet i februar 1900.. Skibet fik sin kraft fra to dampmaskiner, der drev to propeller på hver 6,80 meter, der gav mulighed for at nå hastigheder på over 20 knob. Maskinerne havde ry for at være stabile. Maskinerne var afbalanceret på en sådan måde, at maskinernes bevægelse ikke blev forplantet til skibets skrog, således at ubehagelige vibrationer blev begrænset.

## Eksterne links
- Wikimedia Commons har flere filer relateret til Kaiser Wilhelm der Grosse